# Christine Belford
Christine Belford (Amityville, New York, 14 januari 1949) is een Amerikaanse actrice die vooral bekend is geworden door haar werk voor televisie in de jaren zeventig and tachtig.

## Loopbaan
Belford woonde als kind van 1960 tot 1965 met haar familie in het huis dat in de jaren zeventig als decor zou dienen voor de horrorfilm The Amityville Horror.
Belford speelde vanaf de jaren zeventig veel gastrollen in populaire Amerikaanse televisieseries, zoals Ironside, The Incredible Hulk, L.A. Law en Night Court. Hier is zij vooral ook bekend van de tienersoapserie Beverly Hills, 90210, waarin ze van 1991 tot 1998 Samantha Sanders speelde. Ze speelde in 1982 ook als Susan Farragut in vijf afleveringen van de Amerikaanse soapserie Dynasty.
Belford trouwde in juli 1993 met de acteur Nicholas Pryor, die van 1994 tot 1997 eveneens een gastrol in Beverly Hills, 90210 vertolkte.

## Filmografie

### Films
Uitgezonderd korte films.
- 2007 - Ruffian als Barbare Janney
- 1991 - The Women Who Sinned als Randy Emerson
- 1986 - The Ladies Club als dr. Constance Lewis
- 1986 - Mr. and Mrs. Ryan als Margo Slater
- 1983 - Christine als Regina Cunningham
- 1983 - Sparkling Cyanide als Rosemary Barton
- 1980 - Desperate Voyage als Karen
- 1980 - Kenny Rogers as The Gambler als Eliza
- 1979 - High Midnight als Sgt Liz Spencer
- 1978 - Colorado C.I. als Carla Winters
- 1978 - To Kill a Cop als Agnes Cusack
- 1976 - The Million Dollar Rip-Off als Lil
- 1972 - The Groundstar Conspiracy als Nicole Devon
- 1972 - Pocket Money als Adelita
- 1971 - Vanished als Gretchen Greer

### Televisieseries
Uitgezonderd eenmalige gastrollen.
- 1991 - 1998 - Beverly Hills 90210 als Samantha Sanders - 9 afl.
- 1984-1993 - Murder, She Wrote als Erica Baldwin - 4 afl.
- 1992 - Mann & Machine als Rose - 2 afl.
- 1986 - 1987 - Outlaws als Maggie Randall - 11 afl.
- 1982 - 1987 - Silver Spoons als Evelyn Stratton - 7 afl.
- 1984 - Empire als Jackie Willow - 6 afl.
- 1984 - Fantasy Island als Marion Robertson - 2 afl.
- 1979 - 1983 - Hart to Hart als Nikki Stephanos - 2 afl.
- 1981 - 1983 - The Greatest American Hero als Dotty Parker - 2 afl.
- 1982 - Dynasty als Susan Farragut - 5 afl.
- 1974 - 1981 - Insight als Tina - 2 afl.
- 1979 - 1981 - The Incredible Hulk als Leigh Gamble - 2 afl.
- 1979 - Married: The First Year als Emily Gorey - 4 afl.
- 1973 - 1979 - Barnaby Jones als Virginia Kirkland - 2 afl.
- 1978 - Battlestar Galactica als Leda - 2 afl.
- 1970 - 1974 - Marcus Welby, M.D. als Sandy - 4 afl.
- 1972 - 1974 - Banacek als Carlie Kirkland - 6 afl.
- 1972 - Owen Marshall: Counselor at Law als Jeanine - 2 afl.

- Bibliothèque nationale de France: cb141543717 (data)
- International Standard Name Identifier: 0000 0000 0299 0993
- Library of Congress Control Number: no2019169111
- Système universitaire de documentation: 238673049
- Virtual International Authority File: 19889769